# Musikkollegium Winterthur

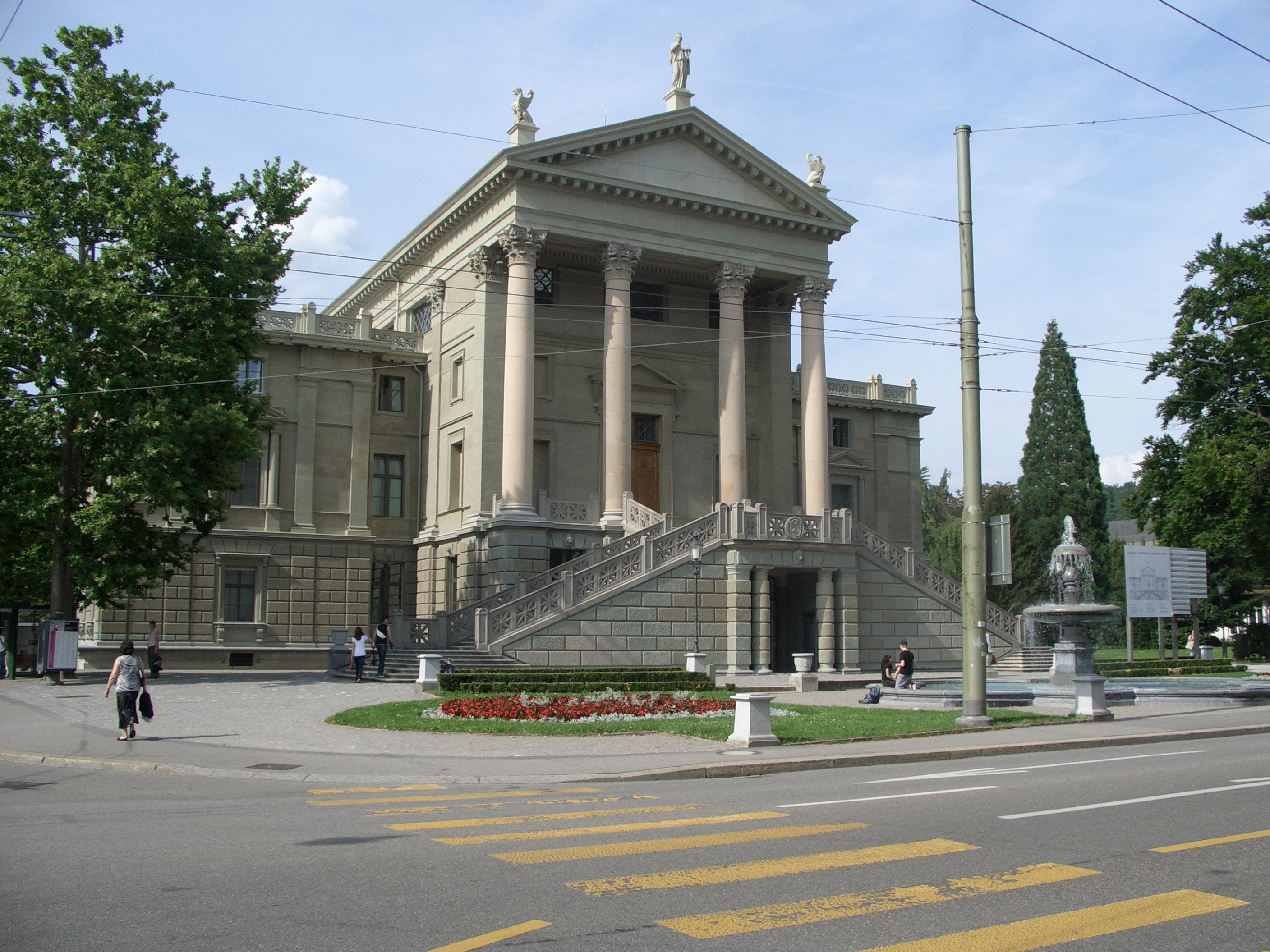
Das Stadthaus von Winterthur, in dem das Orchester 40 Konzerte im Jahr gibt

Das Musikkollegium Winterthur ist ein professionelles Schweizer Sinfonieorchester und eine der ältesten Musikinstitutionen Europas. Das Orchester gibt etwa 70 Konzerte pro Jahr, 40 davon im Stadthaus Winterthur. Der Schwerpunkt seines Repertoires liegt neben den Werken des 20. Jahrhunderts bei der Klassik und der Romantik.

## Geschichte

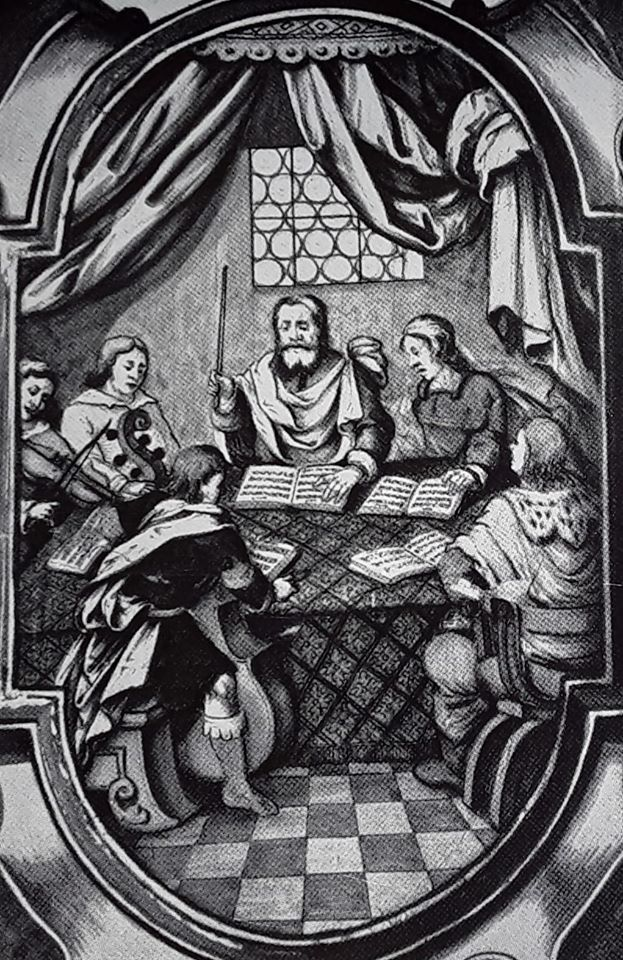
Das Musikkollegium Winterthur 1705, Schwarzweiss-Scan einer Kachel eines Ofens im Museum Lindengut

Das Musikkollegium wurde 1629 vom Geistlichen Hans Heinrich Meyer gegründet und hatte damals das Ziel, den Kirchengesang zu fördern. Zu Beginn setzte sich die Musikgesellschaft aus etwa 30 bis 40 Leuten zusammen, die Aufnahmekriterien umfassten eine gute Stimme und die Beherrschung eines Instruments. Auffällig war dabei der Anteil der Sulzers, Hegners und Steiners (die drei berühmtesten Geschlechter Winterthurs zu jener Zeit) sowie der Geistlichkeit, der erst im 18. Jahrhundert zurückging. So besuchte das Musikkollegium anfangs noch geschlossen die Gottesdienste. Ebenfalls wechselte der Schwerpunkt der Musik im 18. Jahrhundert von der vokalen zur instrumentalen Musik.
Das Orchester wurde 1875 vom Dirigenten und damaligen Direktor des Musikkollegiums Georg Wilhelm Rauchenecker als Stadtorchester Winterthur ins Leben gerufen. In der ersten Hälfte des 20. Jahrhunderts wurde das Stadtorchester vor allem vom Mäzen Werner Reinhart gefördert und in der Folge unter dem Dirigenten Hermann Scherchen europaweit bekannt. Aus dieser Zeit stammen über 120 Uraufführungen, Komponisten wie Hindemith, Honegger, Schoeck, Schönberg, Strauss, Strawinski und Webern schrieben Stücke für das Stadtorchester.
Seit 1874 besteht der heutige Oratorienchor Winterthur (vor 2004 Gemischter Chor Winterthur), der das Stadtorchester bei Oratorien, Messen, Passionen und anderen grossen Chorwerken unterstützt. 2000 wurde das Stadtorchester Winterthur in Musikkollegium Winterthur umbenannt, um wieder an seine Ursprünge anzuknüpfen.

## Gegenwart
In der Gegenwart konzertieren die rund 50 Musiker aus über 20 Nationen unter der Leitung ihres Chefdirigenten Roberto González-Monjas sowie mit zahlreichen Gastdirigenten, unter ihnen Thomas Zehetmair, Douglas Boyd, Michael Sanderling, Mario Venzago, Heinz Holliger, Jac van Steen und Wladimir Fedossejew. International gefragte Solisten wie Sol Gabetta, Yuja Wang, Ian Bostridge, Sir András Schiff, Nelson Freire, Kit Armstrong, Teo Gheorghiu, Regula Mühlemann, Maurice Steger und Andreas Ottensamer treten regelmässig mit dem Musikkollegium Winterthur auf.
Zudem wartet das Musikkollegium Winterthur immer wieder mit unkonventionellen Konzertformaten auf: allen voran das jährliche Classic Openair im Winterthurer Rychenbergpark. Regelmässig wird das Musikkollegium Winterthur auch zu Gastauftritten in der Schweiz sowie im Ausland eingeladen und pflegt für Opernproduktionen eine Zusammenarbeit mit dem Opernhaus Zürich und dem Theater Winterthur. Zahlreiche, zum Teil mit Preisen ausgezeichnete CD-Einspielungen, darunter ein Zyklus mit sämtlichen Klavierkonzerten und Sinfonien von Felix Mendelssohn Bartholdy, liegen vor.

## Jugendarbeit
Das Musikkollegium Winterthur pflegt ein starkes Engagement für Kinder und Jugendliche. Mit seiner exemplarischen Jugendarbeit hat es in den letzten Jahren eine Vorreiterrolle in diesem Bereich erlangt, für die es bereits mehrere Preise entgegennehmen durfte. Die Jugendopern Fealan (2009), Das Verbotene Land (2012) und Drachencamping (2017), die ganz von Kindern komponiert wurden, ernteten grossen Beifall.

## Chefdirigenten des Orchesters

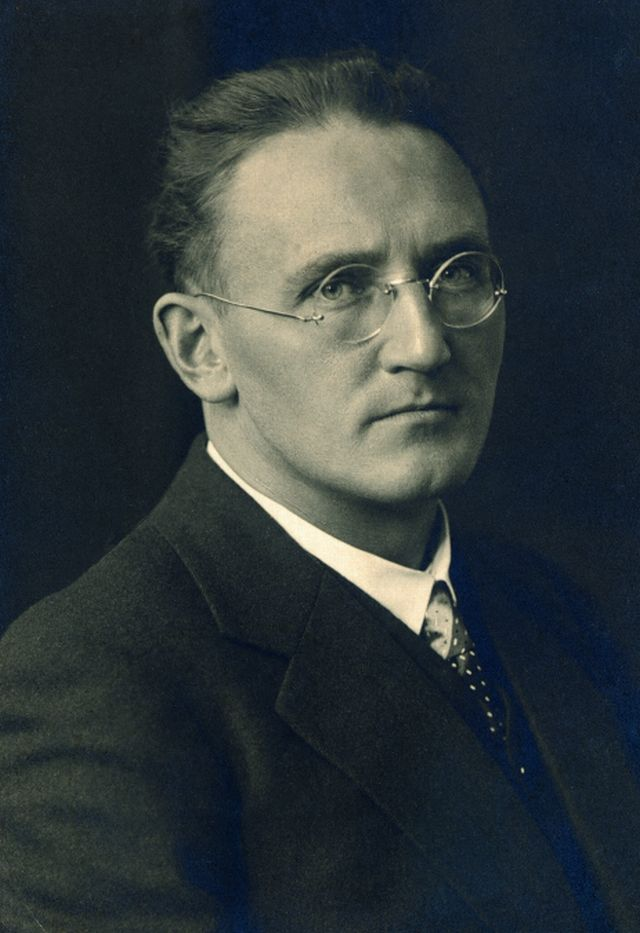
Hermann Scherchen, unter dessen Leitung das Orchester europaweit bekannt wurde

- Georg Wilhelm Rauchenecker (1873–1884)
- Edgar Munzinger (1884–1893)
- Ernst Radecke (1893–1920)
- Hermann Scherchen (1922–1950)[2]
- Victor Desarzens (1950–1975)
- Mario Venzago (1978–1986)
- Franz Welser-Möst (1987–1990)
- János Fürst (1990–1994)
- Heinrich Schiff (1995–2001)
- Jac van Steen (2002–2008)
- Douglas Boyd (2009–2016)
- Thomas Zehetmair (2016–2021)
- Roberto González-Monjas (seit 2021)

## Diskografie (Auswahl)
- Ludwig van Beethoven: Tripelkonzert, Die Geschöpfe des Prometheus (2010; Claves Records), Dirigent Douglas Boyd, zusammen mit Berolina Trio
- Felix Mendelssohn Bartholdy: 1. Sinfonie und 5. Sinfonie „Reformation“ (2013; MDG), Dirigent Thomas Zehetmair
- Felix Mendelssohn Bartholdy: 2. Sinfonie „Lobgesang“ (2013; MDG), Dirigent Douglas Boyd
- Anton Bruckner: 3. Sinfonie (2017; MDG), Dirigent Thomas Zehetmair
- Wolfgang Amadeus Mozart und Othmar Schoeck: Serenaden (2017; Claves Records), Dirigent Roberto González-Monjas
- Othmar Schoeck: Vom Fischer un syner Fru (2018; Claves Records), Dirigent Mario Venzago
- Johannes Brahms: Sinfonien (2019; Claves Records), Dirigent Thomas Zehetmair
- Georg Wilhelm Rauchenecker: 1. Sinfonie, Orientalische Phantasie (2020; cpo), Dirigent Howard Griffiths,
- Sergei Prokofiew: Peter und der Wolf / Camille Saint-Saëns: Der Karneval der Tiere (2021; Claves Records), Dirigent Roberto González-Monjas
- Werden (2023; Claves Records), Werke von Wolfgang Amadeus Mozart, Ludwig van Beethoven und Andrea Tarrodi, Dirigent Roberto González-Monjas
- Franz Xaver Mozart: Klavierkonzerte (2024; Claves Records), Klavier Andriy Dragan, Dirigent Bogdan Božović
- Sein (2024; Claves Records),  Werke von Wolfgang Amadeus Mozart, Diana Syrse, Joseph Haydn und Johann Christian Bach, Dirigent Roberto González-Monjas

## Auszeichnungen
- 1975: Kulturpreis der Stadt Winterthur
- 2007: Preis der deutschen Schallplattenkritik in der Kategorie «Klassisches Lied und Vokalrecital» mit Christianne Stotijn und Jac van Steen[3]
- 2008: ECHO Klassik in der Kategorie «Liedeinspielung»[4]
- 2011: ECHO Klassik in der Kategorie «Konzerteinspielung» von Musik des 19. Jahrhunderts (Orgel)
- 2013: ECHO Klassik in der Kategorie «Konzerteinspielung» von Musik des 20. Jahrhunderts